# Exocentrus somalicus
Exocentrus somalicus là một loài bọ cánh cứng trong họ Cerambycidae.